# Keeley Hazell
Keeley Hazell (ur. 18 września 1986 w Londyn) – angielska modelka, celebrytka i aktorka, która wystąpiła m.in. w filmach Do szaleństwa, Szefowie wrogowie 2.

## Filmografia

### Filmy
| Rok  | Tytuł                     | Rola                     | Uwagi       |
| ---- | ------------------------- | ------------------------ | ----------- |
| 2006 | Cashback                  | dziewczyna w Sainsbury's |             |
| 2010 | Venus & the Sun           | Keeley                   | krótkometr. |
| 2011 | Do szaleństwa             | Sabrina                  |             |
| 2011 | How to Stop Being a Loser | Kirsty                   |             |
| 2012 | St George's Day           | Peckham Princess         |             |
| 2013 | Awful Nice                | Petra                    |             |
| 2014 | Szefowie wrogowie 2       | asystentka Rexa          |             |
| 2015 | Whispers                  | Catherine Caldwell       |             |
| 2016 | Queen of Hearts           | Amy                      | krótkometr. |
| 2018 | He Loved Them All         | Cindy Steele             | film TV     |

### Seriale
| Rok       | Tytuł                 | Rola     | Uwagi      |
| --------- | --------------------- | -------- | ---------- |
| 2012      | The Beauty Inside     | Alex #26 | 5 odcinków |
| 2013      | Szczęśliwi rozwodnicy | Brook    | 1 odc.     |
| 2015–2018 | The Royals            | Violet   | 7 odc.     |
| 2020–2021 | Ted Lasso             | Bex      | 4 odc.     |